# A Heart to Let
A Heart to Let er en amerikansk stumfilm fra 1921 af Edward Dillon.

## Medvirkende
- Justine Johnstone som Agatha
- Harrison Ford som Burton Forbes
- Marcia Harris som Zaida Kent
- Thomas CarrThomas Carr som Howard Kent
- Elizabeth Garrison som Mrs. Studley
- Winifred Bryson som Julia Studley
- Claude CooperClaude Cooper som Doolittle
- James HarrisonJames Harrison som Warren